# Anders Berglund
För andra betydelser, se Anders Berglund (olika betydelser).
Anders Olof Berglund, född 21 juli 1948 i Högalids församling i Stockholm, är en svensk arrangör, kompositör, dirigent, pianist och musiker.

## Biografi
Under mitten av 1970-talet var Berglund medlem i gruppen Blåblus, i USA kända som Blue Swede, tillsammans med bland annat Björn Skifs. Under åren 1977–1979 arbetade Berglund som producent på anrika skivbolaget Metronome.
Berglund har varit kapellmästare i Melodifestivalen 14 gånger: (1978–1982, 1988–1989, 1991–1992, 1994–1996 och 1998–1999). Berglund var en av grundarna och musiker/arrangör i gruppen Little Mike and the Sweet Soul Music Band som verkade under åren 1983–1986. Från 1986 till 1992 medverkade Anders som klaviaturspelare och kapellmästare för Björn Skifs konsertturné Badrock. 
Under åren 1997–2005 var han en av lagledarna i Så ska det låta tillsammans med Robert Wells där han medverkade i 103 program. Han har även samarbetat med Wells på ett antal av hans Rhapsody in Rock-turnéer.
Berglund var 1986 med och grundade företagsevenemanget "Stjärnklart", från början som innehållsproducent och kapellmästare men så småningom även delägare och VD under några år. Företaget såldes 2016 till Krall Entertainment AB.
Berglund verkar sedan 2004 som kreativ producent och dirigent tillika medskapare av serien "Svenska Stjärnor" i Berwaldhallen tillsammans med Sveriges Radios Symfoniorkester. Sedan 2021 bor Berglund i Skanör och har bland annat inlett ett kreativt samarbete med Malmö Live och Malmö symfoniorkester.
Han har skrivit och/eller arrangerat musiken till flera filmer och musikaler, till exempel Skål på Maximteatern 1985, Stars på Göta Lejon 2003, Sound of Music på Göta Lejon 2007–2008, The Producers - Det våras för Hitler på China-teatern med flera scener 2008–2010, Rasmus på luffen på Oscarsteatern 2009–2010, Pippi Långstrump, Mio min Mio på Göta Lejon och Nils Karlsson Pyssling på Maximteatern.
Under 2018 var Berglund den mest avlyssnade sommarvärden i Sommar i P1.

## Priser och utmärkelser
- 1996 - Thore Ehrling-stipendiet

## Filmmusiki urval
- 1983 – Två killar och en tjej
- 1988 – Gull-Pian
- 1989 – 1939
- 1990 – Nils Karlsson Pyssling
- 1997 – Pippi Långstrump